# Марсель Дассо
Марсель Дассо (фр. Marcel Dassault, ім'я при народженні Марсель Блох (фр. Marcel Bloch); 22 січня 1892, Париж — 17 квітня 1986, Нейї-сюр-Сен) — французький авіаконструктор, засновник компанії Société des Avions Marcel Bloch, що надалі перетворилася на Dassault Aviation.

## Біографія
Марсель Дассо народився 22 січня 1892 в Парижі. Закінчив ліцей Кондорсе (фр. Lycée Condorcet), інженерну школу Breguet та Supaero. 
Він винайшов авіаційний пропелер, що використовували на літаках французької армії під час Першої світової війни. У 1930 році заснував авіабудівну компанію «Société des Avions Marcel Bloch». Після націоналізації компанії Народним фронтом Марсель Дассо залишається її директором. Оскільки він був євреєм, під час Другої світової війни його депортували до концтабору Бухенвальд. Приводом для депортації стала відмова співпрацювати з німецькою авіаційною промиловістю. Після війни змінює своє прізвище з Бльок на Бльок-Дассо, а потім — на Дассо. Псевдонім Дассо Марсель запозичив у старшого брата, Даріуса — генерала Французького Руху Опору. Псевдонім Дассо (фр. d'assault) означав «для нападу», такою класифікацією користувалися для позначення французьких танків нападу (фр. char d'assault) під час Другої світової війни. 
Марсель Дассо прийняв католицизм у 1950 році. 
Після війни на підприємствах Дассо побудували більшість військових літаків Франції. Його наступником став син Серж, який очолює «Dassault Group».
Помер у Нейї-сюр-Сен у 1986 році та похований на цвинтарі Пассі в 16-му окрузі Парижа.